# Jan Rulík
Jan Nepomuk Josef Rulík (20. února 1744 Žleby – 6. března 1812 Praha) byl český obrozenecký spisovatel, hudební skladatel a zpěvák.

## Život

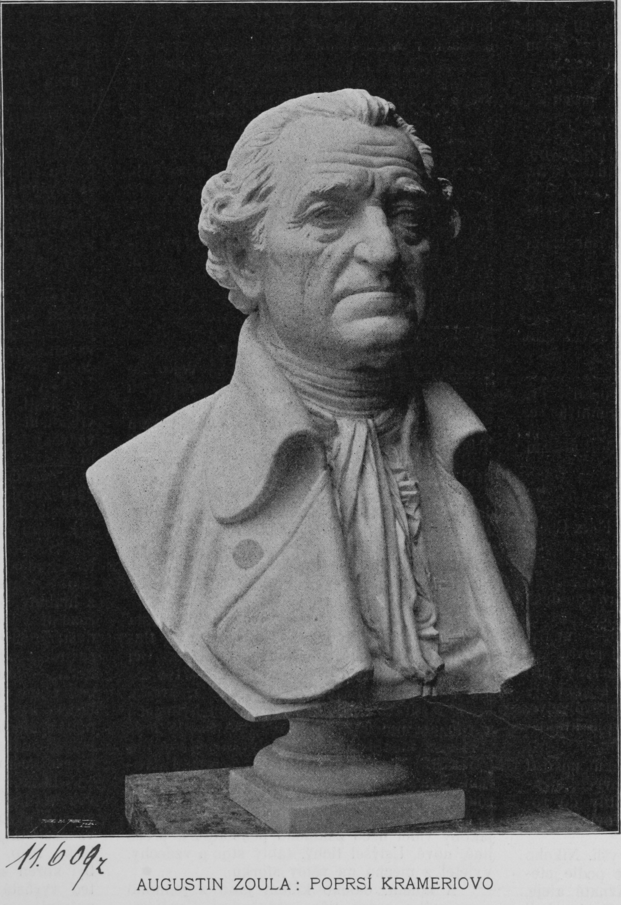
Busta Václava Matěje Krameria

Narodil se 20. února 1744 v Žlebech u Čáslavi. V mládí se vzdělával v Želivském klášteře a při pobytu v Praze měl v úmyslu vstoupit do řádu jezuitů, od čehož ovšem později upustil. Nejprve se živil jako hudební skladatel, varhaník a zpěvák v pražských kostelích, kde za zásluhy spočívající v rozvoji chrámové hudby obdržel titul pražského měšťana. V květnu roku 1792 byl vydán dvorní dekret o zřízení profesury českého jazyka a literatury na pražské univerzitě, kam právě Jan Rulík podal žádost, neboť se o místo profesora ucházel. V konkurzu však neuspěl a profesorem byl jmenován František Martin Pelcl. Na Pelclův návrh se měl zároveň stát členem jakéhosi kroužku pěstitelů češtiny. Rulík taktéž udržoval styky s dalšími významnými českými literáty té doby, kupříkladu s novinářem Václavem Matějem Krameriem, s nímž se podílel na činnosti tehdejšího kulturního střediska obrozenců a vydavatelství České expedice. Po smrti Krameria vedl Rulík společně s Františkem Janem Tomsou jeho noviny, dokud je nepřevzal Krameriův syn Václav Rodomil. Během pobytu ruských vojsk na českém území v letech 1798–1800 dával Rulík najevo své rusofilství a vychvaloval ruské vojáky, poněvadž se s nimi mohl domluvit i česky. Jan Rulík zemřel 6. března roku 1812 v Praze. Byl pohřben na Malostranském hřbitově.
| „                         | Léta 1812 umřel o 3. hodině polední na Hradě Pražském v 68. roce věku svého Jan Rulík, vlastenec pravý a spisovatel přemnohých knih českých jsa již od dávna nemocí těžkou obtížen. Česká literatura znamenitého muže na něm ztratila. | “ |
| — František Vladislav Hek | |   |

## Dílo
Jan Rulík byl dle literárního historika Jana Jakubce všestranným spisovatelem. Ve svých dílech oceňoval práci soudobých badatelů, překládal jejich spisy do češtiny a zabýval se i současnými událostmi. Věnoval se rovněž beletrii, sepisoval životopisy, cestopisy či legendy. Rulík se ve svých pracích stavěl proti josefinismu. Dohromady se zasadil o vydání téměř 50 knih rozmanitých žánrů.

### Spisy (výběr)
- Sláva a výbornost jazyka českého (1792) – jazyková obrana češtiny vyzdvihující její vlastnosti a slovanskou příslušnost[10]
- Strom francouzské svobody (1793) – politický pamflet v podobě kázání odsuzující snahy stoupenců Velké francouzské revoluce[11]
- Věnec pocty ku poctivosti učených (1795) – souhrn literárního snažení posledních dvou desetiletí[9]
- Vesnického faráře rozmlouvání se svými osadníky (1804) – Rulík v tomto spisu dospívá k postoji, že je společenská rovnost škodlivá.[12]
- Učená Čechie (1807/1808) – pojednání popularizující výzkumy dřívějších českých literárních badatelů[9]
- Kalendář historický (1797–1810) – pětidílný kalendář soudobých událostí navazující na dílo Daniela Adama z Veleslavína[2]